# Luciano Xavier Santos
Luciano Xavier Santos (Lisboa, 1734 — Lisboa, 2 de febrer de 1808) fou un organista i compositor portuguès.
Fou organista de Bemposta, músic de cambra de l'infant En Pere (després Pere III) i professor del rei Josep I. es distingí en la música dramàtica i en la religiosa.
A més dels oratoris Isaacco (1763) i La passione de Gesu Christo (1783), va compondre les òperes següents, quasi totes cantades en els teatres d'Ajuda i Queluz.
- Le grazie vendicate, Gli osti esperide (1764);
- La danza (1766);
- Il Paladio conservato (1779);
- Alcide Albinio (1778);
- Palmira di Tebe (1781);
- Erione (1783);
- Ercole sul Tago (1785);
- Il re pastore (1793).